# Matjhabeng Local Municipality
 Matjhabeng (englisch Matjhabeng Local Municipality) ist eine Lokalgemeinde im Distrikt Lejweleputswa, Provinz Freistaat in Südafrika. Der Sitz der Gemeindeverwaltung befindet sich in Welkom. Nkosinjani Wilson Speelman ist der Bürgermeister.
Der Gemeindename ist das Sesotho-Wort für „wo sich Nationen treffen“ und bezieht sich auf die unterschiedlichen Nationalitäten der Arbeiter in den Goldbergwerken.

## Städte und Orte
Die Namen der dazugehörigen Townshipsiedlungen sind in Klammern angegeben.
- Allanridge (Phathakahle)
- Hennenman (Phomolong)
- Odendaalsrus (Kutlwanong)
- Ventersburg (Mmamahabane)
- Virginia (Meloding)
- Welkom (Thabong)

## Bevölkerung
Im Jahr 2011 hatte die Gemeinde 406.461 Einwohner in 123.195 Haushalten auf einer Gesamtfläche von 5155,46 km². Davon waren 87,7 % schwarz, 9,6 % weiß und 2,1 % Coloured. Die Einwohnerzahl erhöhte sich bis 2016 auf 429.113 Personen. Erstsprache war zu 62,2 % Sesotho, zu jeweils 11,9 % Afrikaans und isiXhosa, zu 3,5 % Englisch, zu 1,7 % isiZulu, zu 1,7 % Setswana und zu 1,1 & Xitsonga.